# Мішн 1
Мішн 1 (англ. Mission 1) — індіанська резервація в Канаді, у провінції Британська Колумбія, у межах регіонального округу Метро-Ванкувер.

## Населення
За даними перепису 2016 року, індіанська резервація нараховувала 576 осіб, показавши зростання на 0,3%, порівняно з 2011-м роком. Середня густина населення становила 2 074,9 осіб/км².
З офіційних мов обидвома одночасно володіли 5 жителів, тільки англійською — 575. Усього 10 осіб вважали рідною мовою не одну з офіційних, з них 5 — одну з корінних мов.
Працездатне населення становило 58,5% усього населення, рівень безробіття — 16,4%.
Середній дохід на особу становив $24 155 (медіана $17 133), при цьому для чоловіків — $25 886, а для жінок $22 401 (медіани — $16 832 та $17 160 відповідно).
29,8% мешканців мали закінчену шкільну освіту, не мали закінченої шкільної освіти — 33%, 39,4% мали післяшкільну освіту, з яких 16,2% мали диплом бакалавра, або вищий.
| Статево-вікова структура населення | Статево-вікова структура населення | Статево-вікова структура населення | Статево-вікова структура населення | Статево-вікова структура населення |
| ---------------------------------- | ---------------------------------- | ---------------------------------- | ---------------------------------- | ---------------------------------- |
|                                    |                                    |                                    |                                    |                                    |
| Всього                             | Всього                             | 50,9%49,1%                         |                                    |                                    |
| 0 — 14 років                       | 0 — 14 років                       |                                    | 17,2%                              | 17,2%                              |
| 15 — 64 років                      | 15 — 64 років                      |                                    | 72,4%                              | 72,4%                              |
| 65 і більше                        | 65 і більше                        |                                    | 10,3%                              | 10,3%                              |
| 85 і більше                        | 85 і більше                        |                                    | 0,9%                               | 0,9%                               |
| Середній вік (років)               | Середній вік (років)               | 35,237,8                           | 36,5                               | 36,5                               |
| Медіана (років)                    | Медіана (років)                    | 32,937,2                           | 35,4                               | 35,4                               |
| — чоловіки — жінки                 |                                    |                                    |                                    |                                    |

| Походження мешканців:     | Походження мешканців:     | Походження мешканців: | Походження мешканців: | Походження мешканців: |
| ------------------------- | ------------------------- | --------------------- | --------------------- | --------------------- |
| Походження                |                           |                       | осіб                  | %                     |
| Корінні американці        | Корінні американці        |                       | 500                   | 86.21%                |
| Інше північноамериканське | Інше північноамериканське |                       | 35                    | 6.03%                 |
| Європейське               | Європейське               |                       | 155                   | 26.72%                |
| британське                | британське                |                       | 110                   | 18.97%                |
| французьке                | французьке                |                       | 30                    | 5.17%                 |
| Латинськоамериканське     | Латинськоамериканське     |                       | 20                    | 3.45%                 |
| Азійське                  | Азійське                  |                       | 20                    | 3.45%                 |
| Океанійське               | Океанійське               |                       | 50                    | 8.62%                 |

## Клімат
Середня річна температура становить 10,1°C, середня максимальна – 20,5°C, а середня мінімальна – -1,4°C. Середня річна кількість опадів – 1 934 мм.
| Клімат поселення                              | Клімат поселення | Клімат поселення | Клімат поселення | Клімат поселення | Клімат поселення | Клімат поселення | Клімат поселення | Клімат поселення | Клімат поселення | Клімат поселення | Клімат поселення | Клімат поселення | Клімат поселення |
| Показник                                      | Січ.             | Лют.             | Бер.             | Квіт.            | Трав.            | Черв.            | Лип.             | Серп.            | Вер.             | Жовт.            | Лист.            | Груд.            |                  |
| Середній максимум, °C                         | 7,55             | 9,30             | 11,11            | 13,56            | 16,86            | 19,56            | 20,13            | 20,54            | 17,65            | 13,10            | 8,90             | 6,09             |                  |
| Середня температура, °C                       | 3,09             | 4,81             | 6,64             | 9,09             | 12,39            | 15,09            | 17,37            | 17,76            | 14,88            | 10,32            | 6,14             | 3,28             |                  |
| Середній мінімум, °C                          | −1,38            | 0,35             | 2,16             | 4,61             | 7,92             | 10,62            | 14,59            | 15,00            | 12,11            | 7,54             | 3,34             | 0,53             |                  |
| Норма опадів, мм                              | 265              | 182              | 182              | 141              | 107              | 86               | 58               | 60               | 79               | 202              | 315              | 257              |                  |
| Середньомісячна швидкість вітру, м/с          | 3.33             | 3.20             | 3.30             | 3.11             | 2.99             | 2.99             | 2.88             | 2.65             | 2.42             | 2.71             | 3.34             | 3.46             |                  |
| Середньомісячна сонячна радіація, кДж/м²·день | 3054             | 5939             | 9857             | 15071            | 18691            | 20061            | 21263            | 18216            | 13051            | 7037             | 3500             | 2395             |                  |
| --------------------------------------------- | ---------------- | ---------------- | ---------------- | ---------------- | ---------------- | ---------------- | ---------------- | ---------------- | ---------------- | ---------------- | ---------------- | ---------------- | ---------------- |
| Джерело:                                      |                  |                  |                  |                  |                  |                  |                  |                  |                  |                  |                  |                  |                  |